# 부산교통공사 3000호대 전동차
부산교통공사 3000호대 전동차는 부산 도시철도 3호선에서 운행하기 위하여 도입된 차량이다. 광주 도시철도 1호선 및 대전 도시철도 1호선의 전동차와 같이 한국형 표준전동차를 기반으로 한다. 현재 총 4량 20개 편성(80량)이 운행하고 있다.

## 구분

### 1차 도입분 (301~320편성)
- 제작: 현대로템(로템) 창원공장 (2004년 5월 30일~2005년 3월)
- 도입: 2005년 1월 17일~8월 3일

2005년 11월 28일 월요일 1차 개통(수영~대저)에 대비하여 도입됐다. 현대로템 공장에서 제작되어 트레일러로 대저차량기지까지 운반됐다.

## 기술 사양
부산 도시철도 3호선은 현대로템에서 제작한 IGBT를 사용하고 있다. 이 전동차와 동일한 IGBT를 사용한 차량은 부산교통공사 1000호대 전동차 중 121, 125, 130~131, 133~134, 139, 142, 145~151편성, 공항철도 1000호대 전동차, 공항철도 2000호대 전동차, 신분당선 D000호대 전동차, 서울교통공사 2000호대 VVVF 전동차 중 201~205, 215~231, 257~272편성, 서울교통공사 3000호대 VVVF 전동차 중 301~315, 321~333, 336~340, 349편성, 서울시메트로9호선 9000호대 전동차, 인천교통공사 1000호대 전동차 중 126~134편성, 대전교통공사 1000호대 전동차, 대구교통공사 2000호대 전동차, 광주교통공사 1000호대 전동차 등이다.

## 배속
- 301~320편성: 대저차량사업소, 4량

## 편성
4량 20개 편성으로 운행한다. 3호선 승강장은 추후 6량 1편성으로 증결 운행될 수 있도록 설계되어 있다.
- 부산교통공사는 M'객차를 M1, M객차를 M2라고 지칭하며 하단에도 이를 적용하였다.

|       | ◇◇              | ◇◇              |       |  |  |
| 30XX  | 31XX            | 34XX            | 35XX  |  |  |
| Tc    | M1              | M1              | Tc    |  |  |
| ←대저 | ※XX는 편성 번호 | ※XX는 편성 번호 | 수영→ |  |  |

Tc칸에는 ATP-ATO 방송장치,운전 제어객대 등이 있다.
| 객차번호 | 구성                                       |
| -------- | ------------------------------------------ |
| 30XX     | Tc(SIV,공기압축기,축전지)                  |
| 31XX     | M1(팬터그래프,추진제어장치,견인전동기(TM)) |
| 34XX     | M1(팬터그래프,추진제어장치,견인전동기(TM)) |
| 35XX     | Tc(SIV,공기압축기,축전지)                  |

- 모든 편성이 대저차량사업소에 소속되어있고 대저차량사업소에서 경검수를 실시한다. 단, 중검수는 호포차량사업소에서 실시한다. 이때 차량의 이동은 수영역에 있는 연결 선로를 이용하여 공차회송한다.

## 현재 운행구간
- ● 부산 도시철도 3호선: 수영 - 대저

## 현황
현재 운행 중인 차량은 가독성을 높이기 위하여 굵은 글씨로 표시했다.
| 차호     | 도입 시기 | 운행 중단 시기 | 비고                                                           |
| -------- | --------- | -------------- | -------------------------------------------------------------- |
| 301 편성 | 2005년    | 운행 중        |                                                                |
| 302 편성 | 2005년    | 운행 중        |                                                                |
| 303 편성 | 2005년    | 운행 중        |                                                                |
| 304 편성 | 2005년    | 운행 중        | 2012년 11월 배산~물만골간 추돌사고로 수리 후 운행 재개 되었다. |
| 305 편성 | 2005년    | 운행 중        | 1호차에 LED조명이 설치됐다.                                    |
| 306 편성 | 2005년    | 운행 중        |                                                                |
| 307 편성 | 2005년    | 운행 중        |                                                                |
| 308 편성 | 2005년    | 운행 중        |                                                                |
| 309 편성 | 2005년    | 운행 중        |                                                                |
| 310 편성 | 2005년    | 운행 중        |                                                                |
| 311 편성 | 2005년    | 운행 중        | 시범적으로 LED조명이 설치됐다.                                 |
| 312 편성 | 2005년    | 운행 중        | 객실 내 형광등이 LED로 교체됐다.                               |
| 313 편성 | 2005년    | 운행 중        | 2012년 11월 배산~물만골간 추돌사고로 수리 후 운행 재개 되었다. |
| 314 편성 | 2005년    | 운행 중        |                                                                |
| 315 편성 | 2005년    | 운행 중        |                                                                |
| 316 편성 | 2005년    | 운행 중        |                                                                |
| 317 편성 | 2005년    | 운행 중        |                                                                |
| 318 편성 | 2005년    | 운행 중        |                                                                |
| 319 편성 | 2005년    | 운행 중        |                                                                |
| 320 편성 | 2005년    | 운행 중        |                                                                |

## 특이사항

### 측면행선기 작동 중단
2005년 개통당시부터 전역사 스크린도어 설치가 되었으나 모든 열차에 측면안내 게시기가 점등이 되었다. 현재는 모든 열차에 측면안내 게시기를 제거후 부산교통공사로고를 부착 완료후 운행하고 있다.

### LED 안내기 교체
개통당시부터 LCD 안내기였으나, 현재는 모든 열차의 차내 행선안내기가 LCD에서 LED로 변경되었다.

## 사진

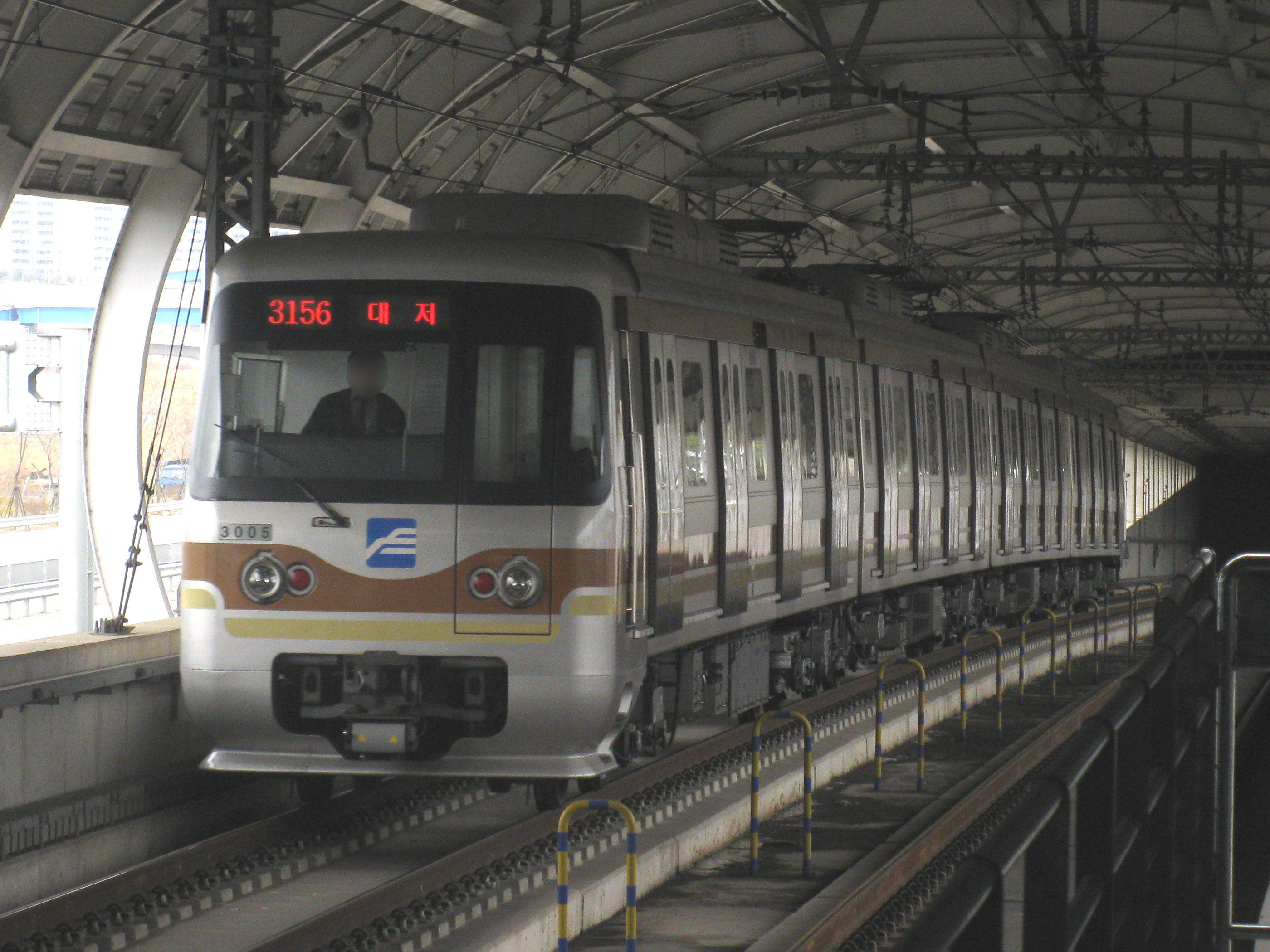
구포역에 들어가는 305편성
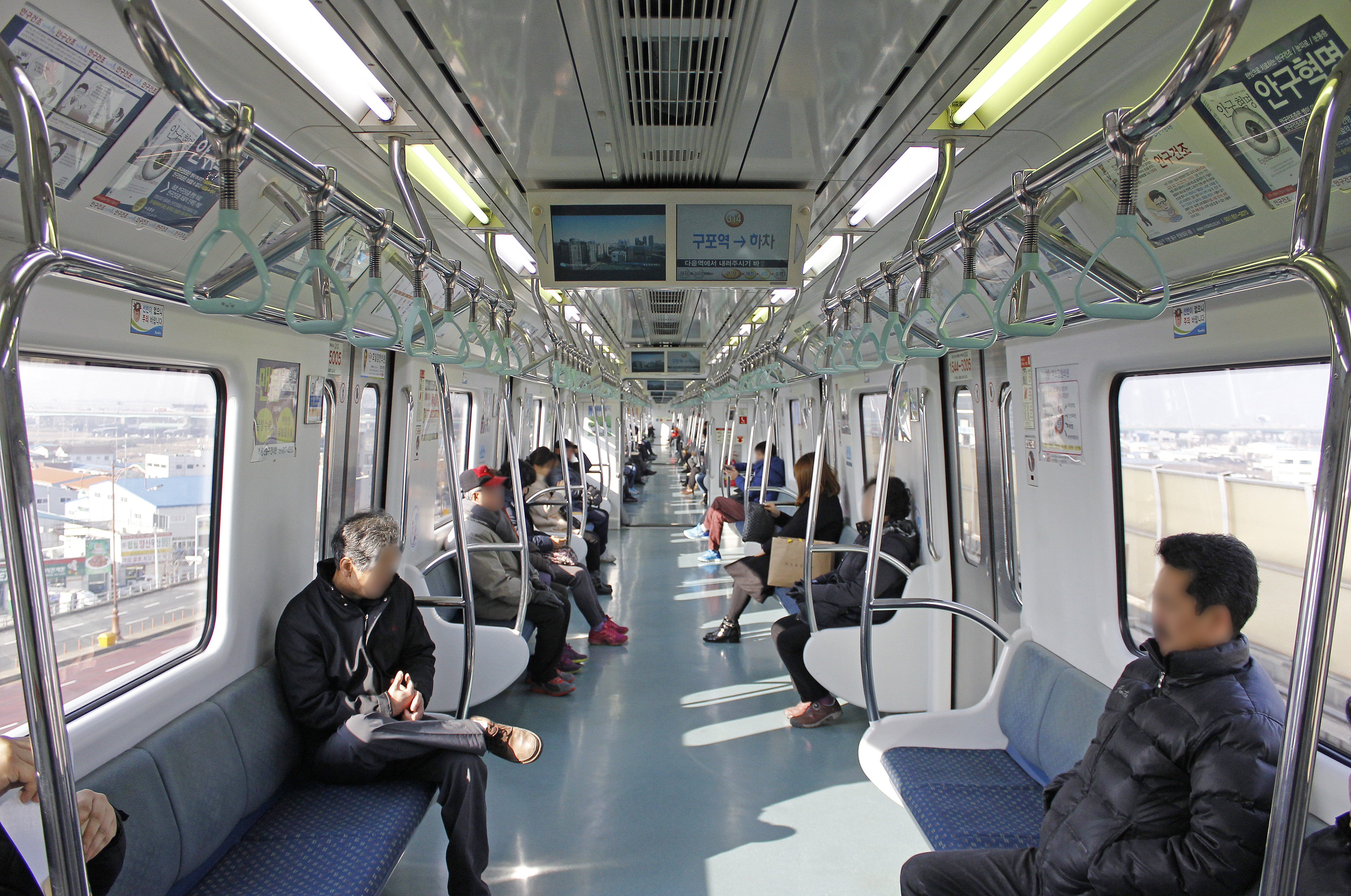
전동차 실내 (일부 편성은 조명에 덮개가 씌워져 있음)

## 같이 보기
- 부산교통공사
- 부산 도시철도 3호선

 위키미디어 공용에 부산교통공사 3000호대 전동차 관련 미디어 분류가 있습니다.